# Affäre zu dritt
Affäre zu dritt ist ein deutscher Liebesfilm und Filmdrama des Regisseurs Josh Broecker aus dem Jahr 2003. In den Hauptrollen verkörpern Sophie von Kessel und Oliver Bootz das Polizistenehepaar Katrin und Max.

## Handlung
Katrin und Max führen eine glückliche Ehe und sind beide bei der Münchner Kriminalpolizei angestellt. Katrin als Polizeiärztin, Max als Kriminalkommissar. Natürlich schleicht sich auch im Laufe der gemeinsamen Ehe eine gewisse Routine ein, sowohl privat als auch beruflich. 
Bei dem ärztlichen Einstellungstest, den Katrin an der neuen Beamtin Franziska Hansen durchführt, bekommt sie ein magisches Kribbeln. Irgendetwas scheint sie an dieser Frau zu erregen, sie fühlt sich geradezu von ihr angezogen. Was Katrin zu diesem Zeitpunkt nicht ahnen kann, ist, dass die junge Beamtin eine bewegte Vergangenheit hinter sich hat, denn seit einem Verkehrsunfall, an dem sie keine Schuld trägt und dabei ihr Ehemann zu Tode kam, leidet sie an psychischen Problemen, die sie hinter ihrer kühl anmutenden Fassade zu verstecken versucht.
Es kommt jedoch alles wieder in Franziska hoch, als sie mit Max einen gemeinsamen Einsatz fährt und dabei mit ihm in einem Heuhaufen versinkt.
Erschwerend kommt hinzu, dass auch Franziska erkennt, dass sie Gefühle zu Katrin entwickelt hat, gleichzeitig jedoch auch zu Max, der wiederum, trotz seiner Ehe mit Katrin, auch Gefallen an Franziska findet. So mündet die Handlung in einer heiklen, teilweise romantischen, teils im erotischen Bereich angesiedelten Dreierbeziehung.

## Erstausstrahlung
Affäre zu dritt wurde erstmals am 1. April 2003 auf Sat.1 gesendet.

## Produktion, Verleih
Die Filmproduktionsgesellschaft die Film (München) produzierte den Film im Auftrag des Sat 1. Den folgenden Verleih übernahm die Beta Film (München).

## Kritiken
Tilmann P. Gangloff urteilt: „Regisseur Josh Broecker verzichtet auf Weichzeichner und andere Softporno-Stilmittel. Überzeugend aber auch die Zeichnung der Charaktere“. Das Fazit des Filmkritikers, der Freiberuflich unter anderem für Tittelbach.tv schreibt, lautet: „Nadeshda Brennicke gelingt eine reizvolle Mischung aus melancholischer Kühle & Verletzlichkeit“.
TV Spielfilm bewertet mit einem zur Seite gestreckten Daumen und meint: „Erotik, die an keiner Stelle heiß läuft“.